# Kathedrale von Soissons

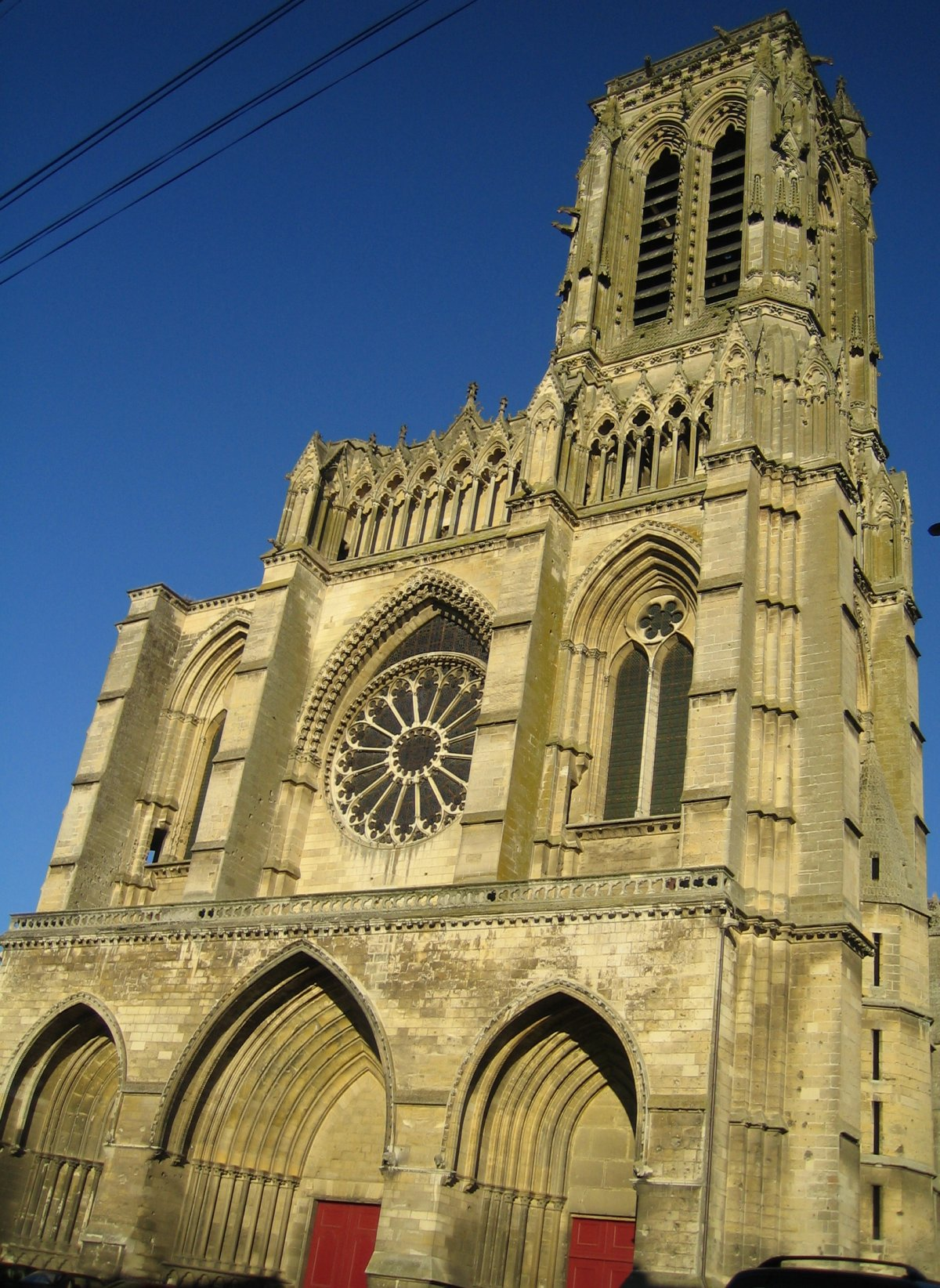
Die Fassade der Kathedrale

Die Kathedrale Saint-Gervais-et-Saint-Protais in Soissons im französischen Département Aisne (Region Hauts-de-France) ist Sitz des Bischofs von Soissons und seit 1857 Basilica minor. Sie ist den Hll. Gervasius und Protasius geweiht.
Die ab 1180 errichtete Kirche ist der Gotik zuzuordnen. Ihre Fassade stammt aus der Zeit um 1400, die Vollendung des Nordturms wurde durch den Hundertjährigen Krieg verhindert. Das Radfenster in der Mitte ist sehr viel später eingesetzt worden. Der plastische Schmuck der Portalzonen wurde bereits 1567 in den Hugenottenkriegen zerstört. Später hat vor allen Dingen der Erste Weltkrieg starke Schäden hinterlassen.
In der Nacht vom 12./13. Januar 2017 wurde die Fensterrose der Westfassade im Orkan „Egon“ eingedrückt und verwüstete die dahinterliegende Orgel.
Seelsorgerisch wird die Pfarrgemeinde, zu der die Kathedrale gehört, seit 2011 von Priestern der Gemeinschaft Sankt Martin betreut.

## Fassade
In der Gestaltung der Fassade hat Soissons das Pariser Beispiel von Notre-Dame nachgeahmt – mit der durchgehenden waagerechten Geschossgliederung und der nur wenig betonten Mittelzone. Die Ansicht des Chores von außen beweist, wie fundamental und schnell sich die Pariser Erfindung des Strebewerkes auf die französische Architektur ausgewirkt hat. Hier in Soissons ist das Strebewerk von vorneherein mit eingeplant worden, da die Fenster des Mittelschiffes ansonsten nicht so hoch geworden wären.

## Innenraum

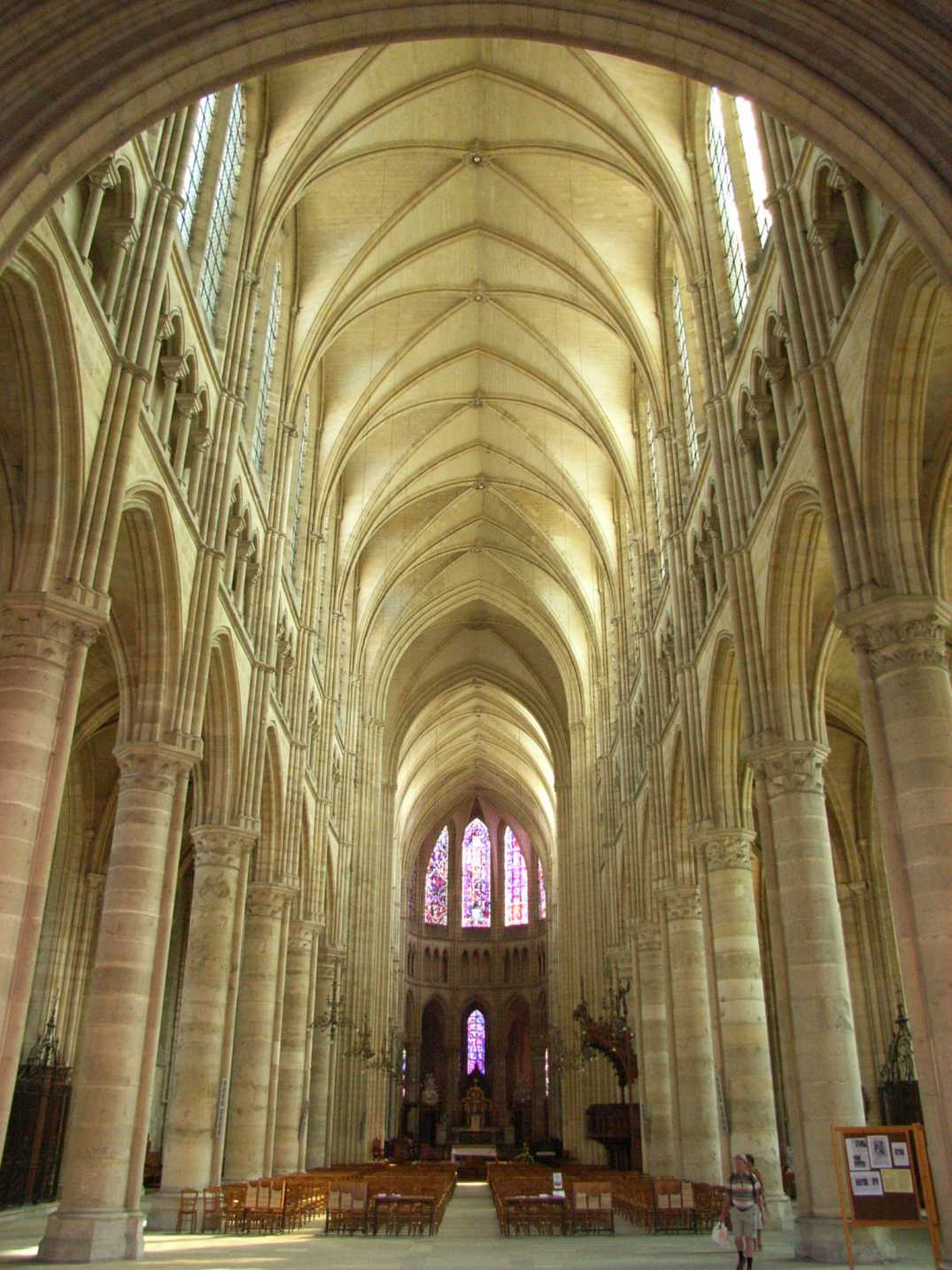
Innenraum und Chor

Der Innenraum ist wesentlich besser erhalten als die Fassade. Auch die Fensterrose der Westfassade verliert von innen ihren behelfsmäßigen Eindruck. Die moderne Orgel hat man in Soissons auf das Maßwerk abgestimmt. Das Glas innerhalb des Maßwerks ist neu.
Das Langhaus gehört schon einer späteren Entwicklungsphase der Gotik an. Es wurde kurz nach 1190 gebaut und hat einen dreizonigen Wandaufriss wie zu Beginn der Gotik, aber in ganz anderen Maßverhältnissen. Das Arkadengeschoss ist sehr nach oben gezogen und die Fenster sind wesentlich vergrößert. Dazwischen liegt ein vierteiliges Triforium. Hier ist ein völliger Ausgleich erreicht worden zwischen den Arkaden und den Hochschifffenstern. Beide haben die gleichen Abmessungen. Nirgendwo in der gesamten Architekturgeschichte hatte es bisher Fenster von einer solchen Größe gegeben.
Die Fenster der Obergadens stehen direkt vor der Stufe zum Maßwerk. Noch sind es drei getrennte Fenstereinheiten, auch wenn der Rest von Mauer zwischen ihnen sehr dünn geworden ist. Aber um als Maßwerk bezeichnet zu werden, müssen sich diese drei Teile zu einer Einheit zusammenfinden, was erst wenige Jahre später 1215/20 in Reims geschehen wird. Das Gewölbe ist jetzt schon vierteilig, allerdings nicht zum ersten Mal, sondern nach dem Vorbild in Chartres.

## Querhäuser

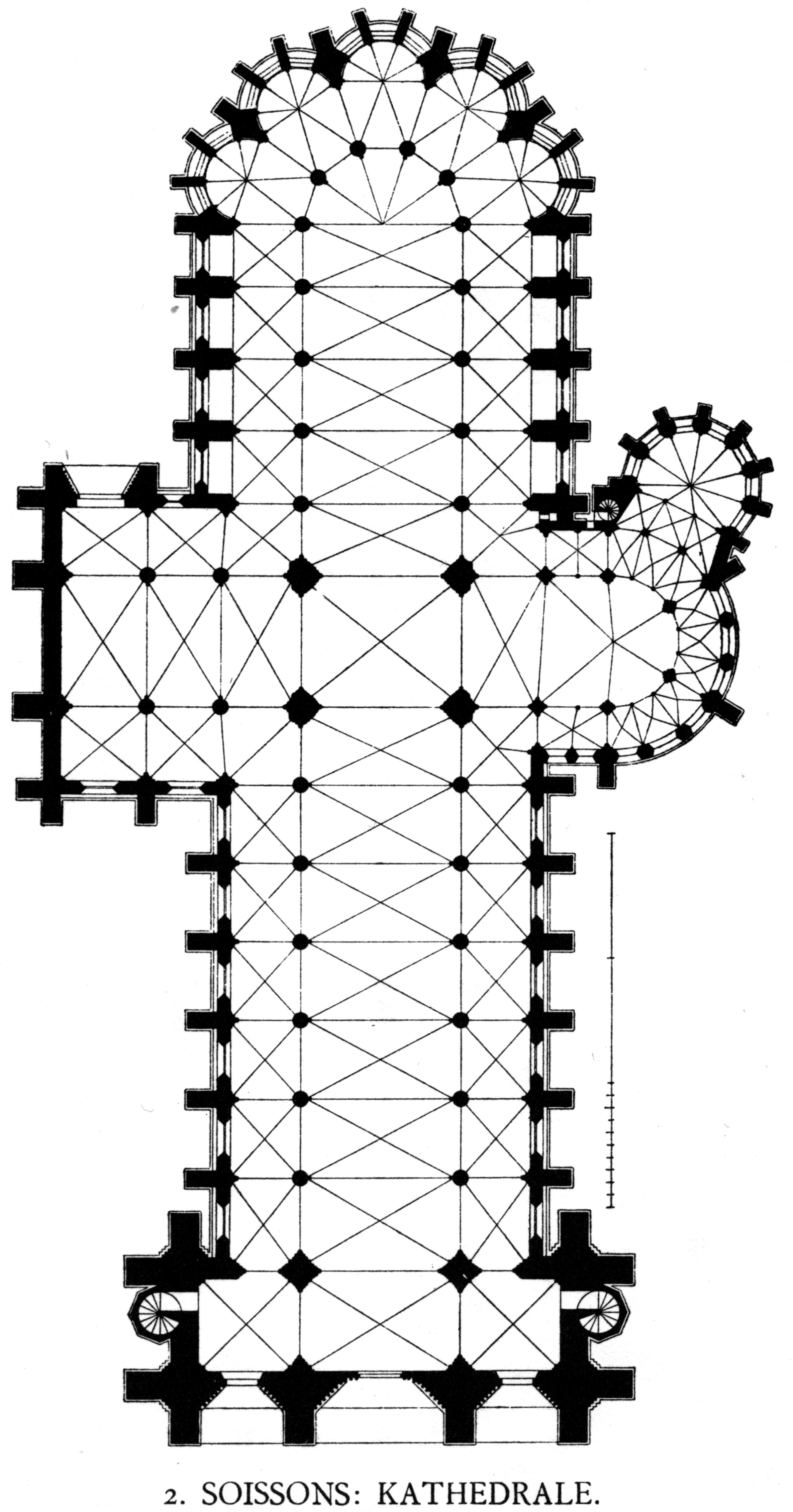
Der Grundriss

Der älteste Bauteil von Soissons ist dieses südliche Querhaus von 1180. Es hat einen runden Abschluss und noch den traditionellen vierteiligen Wandaufbau, der des Langhauses war bereits dreiteilig. Dieses Querhaus mit seiner sehr engen und leichten Säulenstellung wird in der Fachliteratur als eines der schönsten der Frühgotik bezeichnet.

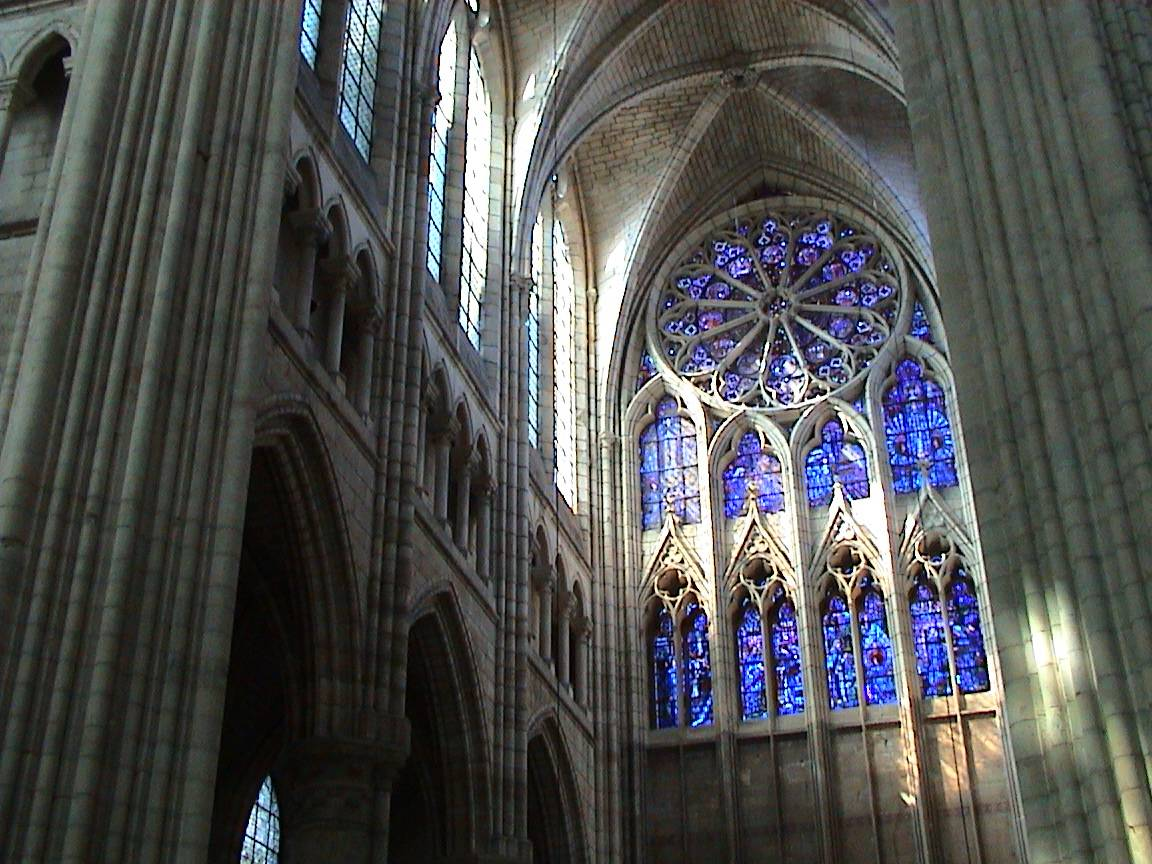
Nördliches Querhaus

Die Fähigkeit der gotischen Baumeister, aus den einstmals eher technischen Möglichkeiten des Kreuzrippengewölbes und des Spitzbogens ästhetische Gebilde im Sinne des ordo-Gedankens von brillanter Schönheit zu schaffen, sind hier an der Schwelle zur Hochgotik schon sehr entwickelt.
Das nördliche Querhaus von Soissons steht auf einer ganz anderen Stilstufe. Es wurde zu Beginn des 14. Jahrhunderts errichtet und besitzt noch die originalen Rayonnant-Fenster, also eine strahlenförmige Version zwischen 1270 und 1380.

## Ausstattung

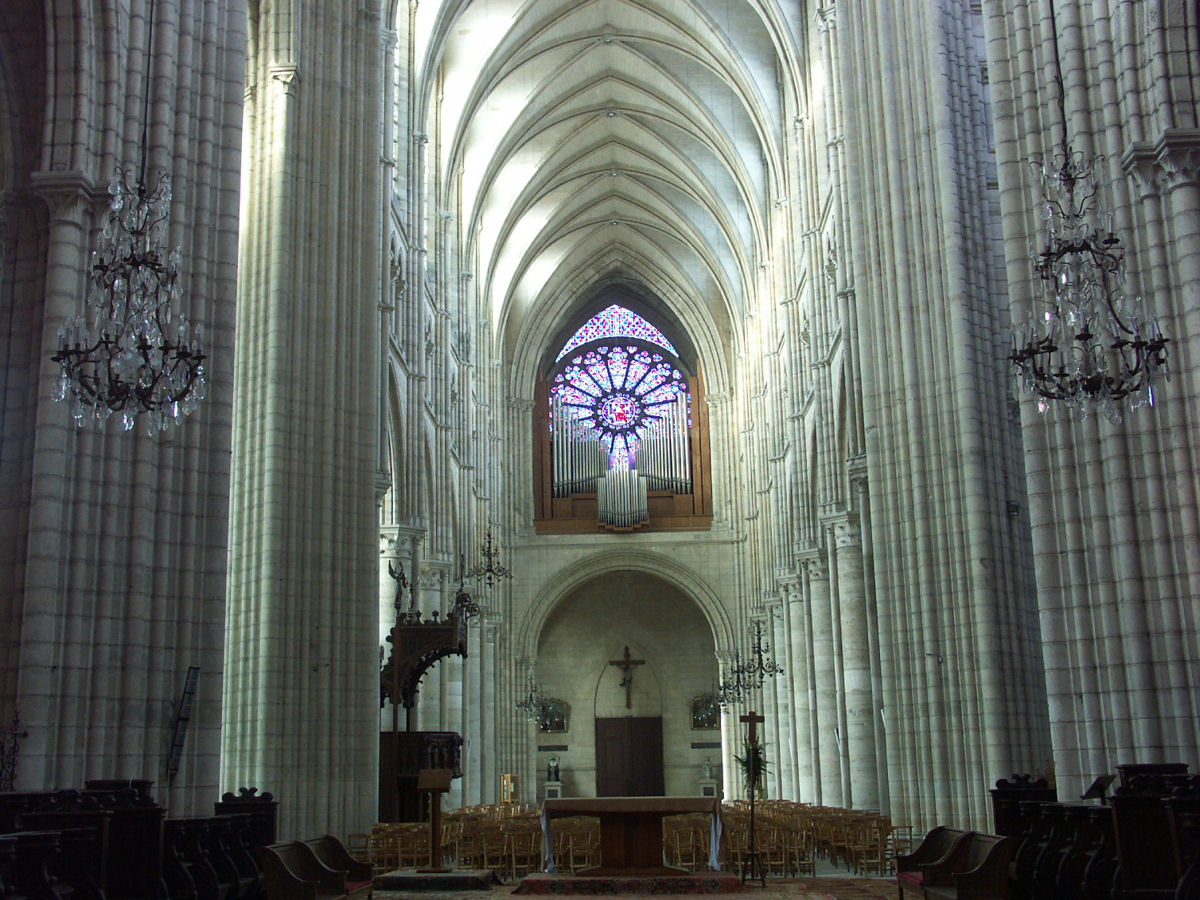
Blick auf die Orgel

Im Chorende der Kathedrale befindet sich Glasmalerei des 13. Jahrhunderts. Außerdem gibt es Tapisseriearbeiten des 15. Jahrhunderts, welche das Leben der Patrone der Kathedrale, den Märtyrern Gervasius und Protasius zeigen. Des Weiteren hängt eine Anbetung der Hirten von Peter Paul Rubens im nördlichen Querhaus sowie ein Bild Philippe de Champaignes.

### Orgel
Die Orgel, die 1918 im Ersten Weltkrieg zerstört wurde, geht auf ein Instrument des französischen Orgelbauers Crépin Carlier aus dem Jahr 1619 zurück. Dieses Instrument wurde 1690 von Robert Clicquot neu aufgebaut und 1725 von Thierry erstmals restauriert. François-Henri Clicquot restaurierte die Orgel 1766 erneut und verwendete dabei auch Pfeifen eines Instruments aus dem Kloster Saint-Jean-des-Vignes. Reparaturen wurden 1803 von John Abbey und 1830 von N. Somer durchgeführt. Die Schäden, die durch deutschen Artilleriebeschuss entstanden waren, wurden 1870 durch Claude-Ignace Callinet behoben. Joseph Merklin erbaute zwischen 1870 und 1892 ein neues Werk, wobei er auf den größten Teil der Pfeifen aus der Crépin-Carlier-Orgel zurückgriff.
Im Jahr 1949 wurde Victor Gonzalez mit dem Neubau beauftragt. Die Orgel wurde 1956 fertiggestellt, sie war Gonzales’ letztes Instrument. Die Orgel hat 67 Register auf drei Manualen (erweiterter Manualumfang – c4) und Pedal. Die Spieltrakturen sind mechanisch und mit Barkermaschinen ausgestattet. Die Registertrakturen sind elektrisch. Die Disposition des Pedals setzt sich teilweise aus Extensionen zusammen. Das Instrument hat einen Freipfeifenprospekt.

Mitte der 1980er Jahre häuften sich die technischen Probleme bei der Registertraktur. Gonzales riet zu einer vollständigen Restauration, letztlich wurden jedoch nur Reparaturen und eine Reinigung vorgenommen.

Im Januar 2017 wurde die Orgel schwer beschädigt, als die unmittelbar darüberliegende Fensterrose durch den Orkan „Egon“ eingedrückt wurde und die Trümmer in das Instrument stürzten.
| I Positif de Dos C–c4 |        |
| Montre                | 8′     |
| Bourdon               | 8′     |
| Flûte creuse          | 8′     |
| Salicional            | 8′     |
| Prestant              | 4′     |
| Flûte douce           | 4′     |
| Nazard                | 2 ⁄3′  |
| Quarte de Nazard      | 2′     |
| Tierce                | 1 3⁄5′ |
| Larigot               | 1 ⁄3′  |
| Plein Jeu III         |        |
| Cymbale II            |        |
| Trompette             | 8′     |
| Cromorne              | 8′     |
| Clairon               | 4′     |

| II Grand Orgue C–c4 |       |
| Montre              | 16′   |
| Quintaton           | 16′   |
| Montre              | 8′    |
| Diapason            | 8′    |
| Flûte harmonique    | 8′    |
| Bourdon             | 8′    |
| Prestant            | 4′    |
| Flûte à cheminée    | 4′    |
| Quinte              | 2 ⁄3′ |
| Doublette           | 2′    |
| Fourniture V        |       |
| Cymbale IV          |       |
| Cornet V            |       |
| Bombarde            | 16′   |
| Trompette           | 8′    |
| Clairon             | 4′    |

| III Récit expressif C–c4 |        |
| Bourdon                  | 16′    |
| Principal                | 8′     |
| Flûte harmonique         | 8′     |
| Gambe                    | 8′     |
| Voix céleste             | 8′     |
| Cor de nuit              | 8′     |
| Principal                | 4′     |
| Flûte                    | 4′     |
| Nazard                   | 2 ⁄3′  |
| Flageolet                | 2′     |
| Tierce                   | 1 3⁄5′ |
| Piccolo                  | 1′     |
| Plein Jeu V              |        |
| Cymbale IV               |        |
| Bombarde                 | 16′    |
| Trompette                | 8′     |
| Hautbois                 | 8′     |
| Régale                   | 8′     |
| Clairon                  | 4′     |
| Tremblant                |        |

| Pédale C–g1 |     |
| Flûte       | 32′ |
| Soubasse    | 32′ |
| Principal   | 16′ |
| Flûte       | 16′ |
| Soubasse    | 16′ |
| Principal   | 8′  |
| Flûte       | 8′  |
| Bourdon     | 8′  |
| Principal   | 4′  |
| Flûte       | 4′  |
| Flûte       | 2′  |
| Cornet IV   |     |
| Plein Jeu V |     |
| Bombarde    | 16′ |
| Trompette   | 8′  |
| Clairon     | 4′  |
| Clairon     | 2′  |

- Koppeln: I/II, III/II, III/I, I/P, II/P, III/P